# Turing Machine
Turing Machine är ett instrumentalt rockband, grundat i New York 1998 av Justin Chearno, Scott DeSimon och Gerhardt "Jerry" Fuchs. Den sistnämnde hade flyttat till New York för att spela med Bitch Magnets gitarrist Jon Fines nya band, Vineland. Turing Machines musik har beskrivits "kantig instrumental indierock", influerad av "progressiv rock, krautrock och postpunk". Den 7 november 2009 dog trumslagaren Fuchs i en hissrelaterad olycka.

## Diskografi
Studioalbum
- A New Machine for Living (2000)
- Zwei (2004)
- What Is The Meaning of What (2012)

Samlingsalbum (div. artister)
- Juncture (2003) (Turing Machine medverkar med låten "Friday I Died")